# Esterházy Ilona
Kisiklódi Esterházy Ilona, névváltozata: Eszterházy Ilona (Kolozsvár, 1908. május 18. – Budapest, 1990. január 19.) magyar színésznő. Nővére Esterházy Ágnes színésznő.

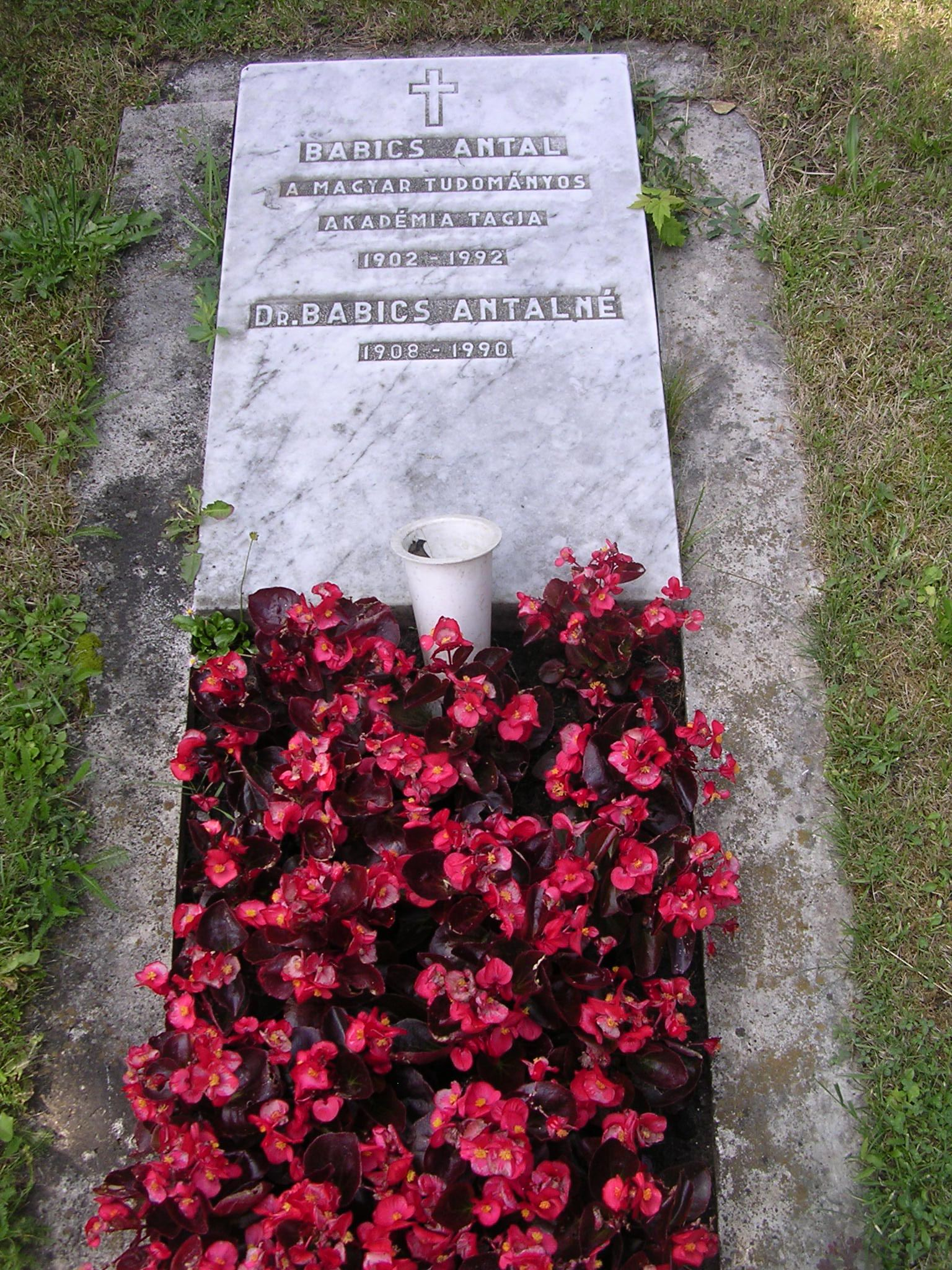
Férjével közös sírja a Fiumei úti sírkertben (27-D-15. (MTA-parcella)

## Élete
Esterházy László ügyvéd, kolozsvári főjegyző és Soós Gizella lánya. Tanulmányait a kolozsvári Marianumban kezdte és a budapesti Angolkisasszonyoknál fejezte be. 1924-ben elvégezte a Színművészeti Akadémiát, majd egy évadra a Renaissance Színházhoz szerződött. 1927-ben az Új Színház, 1927–28-ban a kassai társulat, majd 1928 és 1931 között a Vígszínház tagja volt. Ezután éves szerződést nem kötött, de több alkalommal fellépett 1939-ig a Vígszínház színpadán. A magyar filmekben epizódszerepeket alakított, legismertebb szerepe az 1934-es Lila akác című filmben Lili, a szépasszony volt. 1940-ben saját kérésére törölték a színészkamarai névsorból. Az ostrom napjaiban férjével a későbbi rendszer magas rangú állami vezetőit bújtatta a lakásán. 1945-ben a Nemzeti Színház művészeti titkáraként dolgozott.

### Magánélete
Házastársa Babics Antal (1902–1992) orvos, egyetemi magántanár, egészségügyi miniszter volt, akivel 1940. március 11-én Budapesten, a Józsefvárosban kötött házasságot.

## Szerepei

### Színházi szerepei
- Henri Bernstein: Muzsika – Szobalány
- Bethlen Margit: A szürke ruha – Mari
- Edwin Burke: Az úgynevezett szerelem – Alvarez kisasszony
- Csathó Kálmán: Matyika színésznő szeretne lenni – Szabóné Zsuzsika
- Csathó Kálmán: Fűszer és csemege – Kegyelmes asszony
- Vivian Ellis–Richard Myers: Jim és Jill – Lucie
- Emőd Tamás: Két lány az uccán – Zsanet
- Éri-Halász Imre: A tetovált nő – Kató
- Fodor László: Ékszerrablás a Váci utcában – Szobalány
- Fodor László: Társasjáték – Lili
- Paul Frank: Grand Hotel – Netti
- Felix Gandera: A Volga-bár – Elise
- Harsányi Zsolt: Beszterce ostroma – Katka
- Hatvany Lili: Ma este, vagy soha – A szobalány
- George Simon Kaufman: A királyi család – Miss Peake
- Lengyel Menyhért: Evelyn – Denise
- Molnár Ferenc: A testőr – A szobalány
- Molnár Ferenc: Az ördög – Mary
- Molnár Ferenc: Egy, kettő, három – Brass kisasszony
- Marcel Pagnol: Topáz – Muche kisasszony
- Ervine Saint John Greer: Az első feleség – Mabel
- Stella Adorján: Nagy kanállal eszünk – Szobalány
- Szép Ernő: Háromlevelű lóhere – Bizsu
- Szomory Dezső: Takáts Alice – Gazdasszony
- Pierre Veber: Kényes válópör – Maud
- Bayard Veiller: Mary Dugan bűnpere – Első riporternő
- Kurt Weill–Bertolt Brecht: Koldusopera – Dolly

### Filmszerepei
- Lila akác (1934) – Rónáné, Lili, a szépasszony
- Búzavirág (1934)
- Pókháló (1936) – Klára, Bérczy Lajos egyetemi tanár lánya
- Rád bízom a feleségem (1937)
- Segítség, örököltem! (1937) – Szepesi Lonci művésznő
- Szerelemből nősültem (1937) - Annus, Ili barátnője
- Úrilány szobát keres (1937) – Sovánka Tódorné, válóperes hölgy
- Két fogoly (1937) – Galamb Istvánné, vendég a teadélutánon